# Reinhold Dellmann
Reinhold Dellmann (* 11. September 1958 in Magdeborn, Kreis Leipzig-Land) ist ein deutscher Politiker (SPD). Er war von 2006 bis 2009 Minister für Infrastruktur und Raumordnung in Brandenburg und von 1991 bis 2004 sowie 2009 bis 2011 Abgeordneter im Landtag Brandenburg.

## Beruf
Dellmann erhielt in den Jahren 1975 bis 1977 eine Ausbildung zum Facharbeiter für Betriebs- und Verkehrsdienst bei der Deutschen Reichsbahn und studierte berufsbegleitend von 1981 bis 1986 zu seiner Tätigkeit als Fahrdienstleiter Verkehrstechnologie an der Hochschule für Verkehrswesen Dresden. Von 1988 bis 1990 war er wissenschaftlicher Mitarbeiter des Zentralen Forschungsinstituts des Verkehrswesens (ZFIV) Berlin und des Wissenschaftlich-Technischen Zentrums (WTZ) der Deutschen Reichsbahn.
Dellmann lebt in Wandlitz nördlich von Berlin.

## Politik
Nach der Wende in der DDR und der deutschen Wiedervereinigung trat Dellmann im Jahr 1990 in die SPD ein und wechselte in die Politik, zunächst auf kommunaler, später auf Landesebene. In den Jahren 1990 bis 1993 war Dellmann Bürgermeister der brandenburgischen Gemeinde Wandlitz, 1993 bis 1999 war er Amtsdirektor des Amtes Wandlitz. In den Jahren 1990 bis 1992 und 2003 bis 2004 war er und seit 2008 ist er außerdem Mitglied der Gemeindevertretung von Wandlitz. Von 1990 bis 1992 war Dellmann Mitglied des Kreistages Bernau und 2003 bis 2004 Mitglied des Kreistages Barnim.
Im Jahr 1999 wechselte er in die Landespolitik und war bis 2004 Mitglied des brandenburgischen Landtags, dem er von 2009 bis August 2011 erneut angehört. Von 1999 bis 2004 war Dellmann Mitglied der Ausschüsse für Landwirtschaft, Umweltschutz und Raumordnung sowie für Stadtentwicklung, Wohnen und Verkehr. Von Dezember 2009 bis August 2011 war er Vorsitzender des Landtagsausschusses für Wirtschaft und Mitglied im Ausschuss für Wissenschaft, Forschung und Kultur. In dieser Position hat er sich auch für den Erhalt des Grundschulstandortes im Ortsteil Wandlitz eingesetzt und für die Verbesserung des Regionalverkehrs starkgemacht.
Am 13. Oktober 2004 wurde er zum Staatssekretär des brandenburgischen Ministeriums für Infrastruktur und Raumordnung (MIR) berufen. Vom 13. Dezember 2006 bis 27. Oktober 2009 war er Minister für Infrastruktur und Raumordnung als Nachfolger seines Parteikollegen Frank Szymanski, der das Amt des Oberbürgermeisters von Cottbus antrat. Anlässlich der Frühjahrstagung der Verkehrsministerkonferenz vom 18./19. April 2007 in Wernigerode unterzeichnete er die die Absichtserklärung zum Geschichtsprojekt Brocken-Erklärung. 
Dellmann hat einen eigenen biographischen Bezug zum Thema Raumordnung: Sein südlich von Leipzig gelegener Geburtsort Magdeborn (heute Gemeinde Großpösna) wurde 1977–1980 komplett abgesiedelt und anschließend abgebaggert, um den Braunkohletagebau Espenhain zu erweitern. Nach dessen Stilllegung entstand dort der Störmthaler See. Der Umgang mit den Folgen des Braunkohleabbaus ist auch in Brandenburg ein wichtiges Thema der Raumordnung.
Am 1. September 2011 hat er die Stelle als Hauptgeschäftsführer der Fachgemeinschaft Bau Berlin und Brandenburg angetreten.